# علي بنعمر
علي بنعمر (بالهولندية: Ali Benomar)‏ هو لاعب كرة قدم هولندي في مركز الوسط، ولد في 9 مايو 1988 في روتردام في هولندا. لعب مع ناك بريدا.